# Brassicales
Classification APG III (2009)
Ordre
L'ordre des Brassicales regroupe des plantes dicotylédones ; il a été introduit par la classification phylogénétique APG (1998). L'ordre contient actuellement 17 familles, 398 genres et environ 4 450 espèces, dont un grand groupe de plantes d'intérêt économique important (à savoir le groupe de la papaye et le groupe du colza, les choux et navets).

## Description
L'ordre des Brassicales a une caractéristique commune à la plupart de ses membres, à savoir la capacité de produire des composés glucosinolates et de l'enzyme myrosinase associée. Lorsque le tissu est blessé, la myrosinase s'échappe des idioblastes spéciaux, servant à se défendre contre les herbivores.
L'ovaire se compose généralement de trois carpelles fusionnés et est supère. La placentation est fréquemment pariétale, et un périanthe évident.

## Classifications

### Classification actuelle
En classification phylogénétique APG III (2009) il comprend les familles suivantes :
- ordre Brassicales Bromhead (1838)
- : famille Akaniaceae Stapf (1912) (incluant Bretschneideraceae Engl. & Gilg)
- : famille Bataceae Mart. ex Perleb (1838)
- : famille Brassicaceae Burnett (1835)
- : famille Capparaceae Juss. (1789)
- : famille Caricaceae Dumort. (1829)
- : famille Cleomaceae Bercht. & J.Presl (1825)
- : famille Emblingiaceae J.Agardh (1958)
- : famille Gyrostemonaceae A.Juss. (1845)
- : famille Koeberliniaceae Engl. (1895)
- : famille Limnanthaceae R.Br. (1833)
- : famille Moringaceae Martinov (1820)
- : famille Pentadiplandraceae Hutch. & Dalziel (1928)
- : famille Resedaceae Martinov (1820)
- : famille Salvadoraceae Lindl. (1836)
- : famille Setchellanthaceae Iltis (1999)
- : famille Tovariaceae Pax (1891)
- : famille Tropaeolaceae Juss. ex DC. (1824)

### Anciennes classifications
En classification phylogénétique APG II (2003) il comprenait les familles suivantes :
- ordre Brassicales
- : famille Akaniaceae
- :: [+ famille Bretschneideraceae ]
- : famille Bataceae
- : famille Brassicaceae (= Cruciferae)
- :: (incl. famille Capparaceae)
- : famille Caricaceae
- : famille Emblingiaceae
- : famille Gyrostemonaceae
- : famille Koeberliniaceae
- : famille Limnanthaceae
- : famille Moringaceae
- : famille Pentadiplandraceae
- : famille Resedaceae
- : famille Salvadoraceae
- : famille Setchellanthaceae
- : famille Tovariaceae
- : famille Tropaeolaceae

NB. "[+ " = "famille optionnelle"
La Angiosperm Phylogeny Website n'accepte pas la famille optionnelle mais crée quelques autres ([22 août 2006] 17 familles, 398 genres, 4450 espèces). Ici l'ordre comprend les familles suivantes :
- Akaniacées
- Batacées
- Brassicacées (= Crucifères)
- Capparidacées
- Caricacées (famille de la papaye)
- Cléomacées
- Emblingiacées
- Gyrostémonacées
- Koeberliniacées
- Limnanthacées
- Moringacées
- Pentadiplandracées
- Résédacées
- Salvadoracées
- Setchellanthacées
- Stixacées
- Tovariacées
- Tropaéolacées (famille de la capucine)